# Kai Verbij
Kai Verbij (ur. 25 września 1994 w Leiderdorp) – holenderski łyżwiarz szybki, wielokrotny medalista mistrzostw świata.

## Kariera
Pierwszy sukces w karierze osiągnął w 2013 roku, kiedy podczas mistrzostw świata juniorów w Collalbo zdobył srebrny medal w biegu na 1000 m. Na rozgrywanych rok później mistrzostwach świata juniorów w Bjugn zwyciężył w biegach na 500 i 1000 m, a na 1500 zajął drugie miejsce. W 2016 roku zajął trzecie miejsce na sprinterskich mistrzostwach świata w Seulu, gdzie wyprzedzili go tylko Rosjanin Pawieł Kuliżnikow i kolejny Holender, Kjeld Nuis. Rok później zwyciężył w mistrzostwach Europy w wieloboju sprinterskim w Heerenveen. W 2017 roku zdobył też brązowy medal na 1000 m podczas dystansowych mistrzostw świata w Gangneung. W zawodach tych lepsi okazali się Kjeld Nuis i Vincent De Haître z Kanady. W tym samym roku zwyciężył także na sprinterskich mistrzostwach świata w Calgary.
Na podium zawodów Pucharu Świata po raz pierwszy stanął 14 listopada 2015 roku w Calgary, gdzie wspólnie z kolegami zwyciężył w sprincie drużynowym. W startach indywidualnych pierwsze podium wywalczył 5 grudnia 2015 roku w Inzell, zajmując trzecie miejsce w biegu na 1000 m. Uplasował się tam za Nuisem i Kuliżnikowem. W sezonie 2016/2017 zajął trzecie miejsce w klasyfikacji generalnej oraz trzecie miejsce w klasyfikacji biegu na 1000 m.